# Christoph Matthäus
Christoph Matthäus, auch Christoffel Matthaeus (* 29. November 1608 in Marburg; † 11. Juni 1647 in Harderwijk) war ein deutscher Rhetoriker, Historiker und Mediziner in den Niederlanden.

## Leben
Christoph wurde als Sohn des Professors der Rechtswissenschaften in Marburg, Herborn und Groningen Anton Matthäus (1564–1637) und dessen Frau Elisabeth, die Tochter des Archivars Eckhard Schulers, geboren. Er hatte scheinbar an der Universität Groningen und an der Universität Utrecht studiert, wo er am 24. September 1641 zum Doktor der Medizin promovierte. Zuvor hatte er sich mit Literatur, Philosophie und Geschichte beschäftigt. Er war zwei Jahre zuvor Konrektor in Harderwijk. 
1644 wurde er dort Professor der Rhetorik und griechischen Sprache an der Universität Harderwijk, welches Amt er am 28. Mai mit einer feierlichen Rede antrat. Anschließend wurde er zum Professor der Medizin ernannt. Er war seit dem 8. September 1639 mit Helena, die Tochter des Johann Isaak Pontanus (1571–1639) verheiratet. Einzig sein Werk Historia Alexandri magni S. prodromus quatuor Monarchiarum, ist von ihm überliefert.